# Cees Priem
Cees Priem (Ovezande, 27 de octubre de 1950) fue un ciclista neerlandés, profesional entre 1973 y 1987, cuyos mayores éxitos deportivos los logró como amateur con su victoria en el  Delta Profronde y Tour de Olympia y como profesional en el Tour de Francia donde obtuvo 2 victorias de etapa, y en la Vuelta a España donde también logró 2 victorias de etapa. Tras su retirada pasó a desempeñar las tareas de director deportivo del equipo TVM-Farm Frites.
Es cuñado del holándes Jan Raas.

## Palmarés
| 1970 - Ronde van Midden-Zeeland 1971 - 1.º en el Olympia's Tour - Vencedor de 3 etapas de la Vuelta a Austria 1972 - 1.º en el Circuit de Saône-et-Loire - Vencedor de una etapa del Tour de l'Avenir 1973 - 1.º en la Ster van Zwolle 1974 - Campeonato de los Países Bajos en Ruta - 1 etapa en el Tour de Romandía 1975 - 1 etapa en el Tour de Francia - A través de Flandes 1976 - 1 etapa en la Vuelta a España | 1977 - 1 etapa en la Vuelta a España 1978 - 1 etapa en la Vuelta a los Países Bajos - 1 etapa en la Vuelta a Bélgica - 1.º en el Gran Premio Stad Sint-Niklaas 1979 - 1 etapa del Tour del Mediterráneo 1980 - 1 etapa del Tour de Francia - Coppa Agostoni 1982 - Estrella de Bessèges 1983 - Tres Días de La Panne 1984 - GP Stad Vilvoorde |

### Resultados en el Tour de Francia
- 1974. Abandona (4.ª etapa)
- 1975. Abandona (13.ª etapa). Vencedor d'una etapa
- 1980. Abandona (13.ª etapa). Vencedor d'una etapa
- 1981. Abandona (14.ª etapa)
- 1986. Abandona (12.ª etapa)

### Resultados en la Vuelta a España
- 1976. 32.º de la clasificación general. Vencedor de una etapa
- 1977. Abandona. Vencedor de una etapa